# Haller István (főispán)
Hallerkői gróf Haller István (?, 1591. március 4. – ?, 1657. november 20.) küküllői főispán.

## Életrajza
Haller I. István Bethlen Gábor valamint I. Rákóczi György bizalmas embere volt, 1629-től haláláig a fejedelmi tanács tagja. Előbb Küküllő vármegye főispánja, utóbb országos tábornok lett. Nagy befolyása volt abban, hogy Brandenburgi Katalint még férje életében fejedelemasszonnyá, annak lemondása után pedig, hogy Rákóczi Györgyöt fejedelemnek válasszák. 1637-1639 között az országgyűlés és a fejedelmi tábla elnöki tisztségét töltötte be Tholdalagi Mihállyal váltakozva. Fiúági birtokaira 1630-ban új adományt szerzett. Ő építtette a fejéregyházi és a zoltáni kúriákat. A katolicizmus védelmezője volt: 1643-ban újjáépítette a fehéregyházi rendházat, és ferenceseket telepített oda. Amikor a fejedelem 1648-ban a rendet betiltotta, és csak Csíksomlyón és Mikházán tűrte meg a szerzeteseket, Haller István vállalta, hogy az épületeket a szerzetesek visszatéréséig fenntartja. 
Meghalt 1657-ben, Kerelőszentpálon temették el. Neje, Barkóczi Anna Haller István halála után hagyatékából 1659-ben 1050 magyar Ft-ért a csíksomlyói templom részére orgonát vásárolt. 
Három fia maradt: Pál, II. Gábor és II. János.